# 橋本智哉
橋本 智哉（はしもと ともや、2004年（平成16年）4月15日 - ）は、日本の元子役である。埼玉県出身。

## 略歴
- 読者モデルをしたことをキッカケに芸能界入り。
- 2005年（平成17年）、ホリプロ・インプルーブメント・アカデミーに所属し、生後8か月でCM『ベネッセ・たまひよ』に出演し、芸能界デビュー。

## 出演

### テレビドラマ
- 金曜エンタテイメント アリバイの彼方に4（2005年、フジテレビ）吉国晃 役
- 月曜ゴールデン 刑事シュート しゅうと&ムコの事件日誌（2008年10月、TBS）
- 仮面ライダーW（2009年、テレビ朝日）フィリップ（幼少） 役
- インディゴの夜（2010年1月 - 4月、東海テレビ）小森剛 役
- フリーター、家を買う。（2010年10月 - 12月、フジテレビ）永田智也 役
- おじいちゃんは25歳（2010年11月、TBS）
- 金曜プレステージ 目線（2010年12月、フジテレビ）桐生弘樹 役
- さよならぼくたちのようちえん（2011年3月、日本テレビ）谷口洋武 役
- 犬を飼うということ（2011年5月　第5話、テレビ朝日）室伏航太郎 役
- ジウ 警視庁特殊犯捜査係 第3話・4話・最終話（2011年8月 - 9月、テレビ朝日）田辺利憲 役
- フリーター、家を買う。スペシャル（2011年10月4日、フジテレビ）永田智也 役
- レジデント〜5人の研修医（2012年10月 - 12月、TBS）美山皆人（幼少）役
- 幽かな彼女（2013年4月 - 6月、関西テレビ）進藤一樹 役
- リーガルハイ（2013年 第4話、フジテレビ） - 西平紀明 役
- 戦力外捜査官（2014年1月 - 3月、日本テレビ）小室拓海 役
- 女はそれを許さない 第9話（2014年12月16日、TBS）野村健太 役
- 念力家族（2015年5月 - 、NHK Eテレ）矢作純 役
- 孫のためのJBナイツ（2015年6月、BS Twellv）
- 金スマスペシャル（2015年12月）さかなクン（幼少）役

### CM
- ベネッセ たまひよ 新いないいないばぁ編・間違えた!編（2005年）
- ヤマハ英語教室（2008年 - ）
- 東京メトロ DO!TOKYO HEART ホームドア篇（2008年11月 - 2009年3月）
- タカラトミー スナックワールド 僕らの世界はもうスナックワールド!!編（2017年4月 - 6月）

### 舞台
- 明治座 『幸せの行方』（2009年）松井新太郎 役
- えのもとぐりむ作品集 『放浪の牛』（2015年）ミルク 役

### Web
- 携帯アプリlife360 「いつも一緒。」

### 映画
- うさぎ追いし（2016年）山極勝三郎（幼少） 役
- デメキン（2017年12月）

## 作品

### ビデオ・DVD
- 青山テルマ『忘れないよ』（2009年8月5日）水瀬陸 役
- 斎藤工『燦々』（2011年8月24日）少年 役